# حورى برغا
حورى برغا منطقة أثرية قديمة تقع على سفح جبل (أحور اللون) ارتفاعه 180م، عن سطح البحر وتقع غرب صحار، وتبعد عن قلعة صحار مسافة 27 كم.

## التاريخ
يعود تاريخ إنشاءها إلى ما قبل التاريخ أو القرون الميلادية الأولى، و قد ذكرت بعض المصادر التاريخية و أعراف سكان المناطق القريبة منه، إن حصن حورا برغا يُعد قمة صحار الهرمية والمنارة الطبيعية التي يستدل بها البحارة وربابنة السفن إلى ميناء صحار العاصمة التجارية لعمان القديمة، كما ويستدل الصيادون كذلك بهذا الجبل إلى مصائدهم في البحر.

## حصن حورى برغا
بُني حصن حورا برغا على قمة جبل غرابه، ويعود بناؤه إلى ما قبل الإسلام، حيث كان يعتبر حامية عسكرية ومقرا مركزيا وإداريا للحكم في تلك الحقبة الزمنية من تاريخ صحار. كما واستخدمت الحجارة الكلسية في بنائه. ويحتوي الحصن على غرف وقاعات وممرات، فالحصن محاط بسور حجري تتخلله مجموعة من الأبراج كما وتوجد بالحصن مباني مستطيلة وبوابة معقودة وثلاثة خزانات مائية وسد حجري وقناة مائية وممر صاعد من أسفل الجبل إلى أعلاه.

## ممر سري
تشير المصادر التاريخية إلى أنه يوجد في قلعة صحار التاريخية نفق سري تحت الأرض بطول 25 كيلومترا يصل بين قلعة صحار وحورا برغاء وكان يستخدم هذا النفق لتزويد القلعة بالمؤن والسلاح والاحتياجات الدفاعية الأخرى، كما أن هذا النفق يستخدم كطريق بين قلعتي صحار والرستاق على بعد 100 كيلومتر تقريبا بين القلعتين عبر هذه الحوراء.

## قوس حورى برغا
ويعتبر قوس حورى برغا من أشهر معالم منطقة حورى برغا، وقد اتخذته مدينة صحار شعاراً لها قديما.